# 28-as busz (Szombathely)
A szombathelyi 28-as jelzésű autóbusz az Autóbusz-állomás (Brutscher u.) megállóhelytől közlekedett Zanat, autóbusz-forduló megállóhelyig 2007-ig. A járaton Ikarus típusú autóbuszok közlekedtek. A vonalat a Vasi Volán Zrt. üzemeltette.

## Közlekedése
Minden nap reggel 5 óra 10 perckor indult egy járat, de csak Zanat felé.

## Útvonala
| Autóbusz-állomás → Vasútállomás → Zanat |
| --- |
| Autóbusz-állomás (Brutscher utca) – Brutscher József utca – Sörház utca – Hollán Ernő utca – Kiskar utca – Thököly Imre utca – Szent Márton utca – Vörösmarty Mihály utca – Széll Kálmán utca – Vasútállomás – Szelestey László utca – Nádasdy Ferenc utca – Szent Márton utca – Zanati út – Pálya utca – Sági utca – Vépi út – Ikervári utca – Zanati út – Varasd utca – TESCO Hipermarket parkoló – Varasd utca – Zanati út – Külső Zanati út – Napsugár utca – Zanat, autóbusz-forduló |

## Megállóhelyei
| 0  | Autóbusz-állomás (Brutscher utca) induló végállomás |                        | Autóbusz-állomás, Ady Endre tér, Tűzoltóság, Régi börtön, Megyei Művelődési és Ifjúsági Központ, Kereskedelmi és Vendéglátói Szakközépiskola, Puskás Tivadar Szakképző Iskola, Járdányi Paulovics István Romkert, Weöres Sándor Színház, Kollégiumok |
| 2  | Nyomda                                              | 3, 9, 27               | Nyomda, Óperint üzletház, Smidt Múzeum, Kiskar utcai rendelő, Sarlós Boldogasszony-székesegyház, Megyeháza, Püspöki Palota, Nyugat Magyarországi Egyetem D Épület, Levéltár                                                                          |
| 3  | Városháza                                           | 1A, 3, 6, 7, 7A, 9, 27 | Városháza, Fő tér, Isis irodaház, Okmányiroda |
| 4  | Aluljáró (Thököly utca)                             | 1A, 3, 6, 9            | Történelmi Témapark, Szent Erzsébet Ferences templom, Kanizsai Dorottya Gimnázium |
| 6  | 56-osok tere (Széll Kálmán utca)                    | 1A, 2A, 3, 6           | 56-osok tere, Vámhivatal, Földhivatal, Államkincstár, Gyermekotthon |
| 8  | Vasútállomás                                        | 1A, 3, 5, 6, 7, 7A, 27 | Szombathely Helyi autóbusz-állomás, Éhen Gyula tér |
| 11 | Pálya utca                                          |                        | |
| 12 | Sági utca 3.                                        |                        | |
| 13 | Járművizsgáló állomás                               |                        | Járművizsgáló állomás, Húsipar, Fagylaltgyár |
| 15 | Zanati út 26.                                       |                        | FALCO Zrt., Vadvirág Óvoda |
| 16 | Ipartelep, bejárati út (Zanati út)                  |                        | LIDL |
| 18 | TESCO főbejárat                                     |                        | TESCO Hipermarket, DELPHI Kft., DECATHLON, Homa Centrum |
| 20 | TESCO Hipermarket                                   |                        | TESCO Hipermarket, DELPHI Kft., DECATHLON, Homa Centrum |
| 21 | Felszabadulás Mezőgazdasági Szövetkezet             |                        | Felszabadulás Mezőgazdasági Szövetkezet |
| 23 | Zanati út 70.                                       |                        | |
| 24 | Zanat, autóbusz-váróterem                           |                        | Szent László templom, Szent László park |
| 25 | Zanat, autóbusz-forduló érkező végállomás           |                        | Szent László templom, Szent László park |

## Menetrend

### Autóbusz-állomásról indult
| Óra | Munkanapokon | Szabadnapokon | Munkaszüneti napokon | Tanszüneti munkanapokon |
| --- | ------------ | ------------- | -------------------- | ----------------------- |
| 5   | 10           | 10            | 10                   | 10                      |